# Henriette Moret
Henriette Moret (née Henriette Kahn) est une comédienne française, née dans le 3e arrondissement de Paris le 31 août 1876, et morte dans le 9e arrondissement de Paris le 30 septembre 1951.

## Biographie
Elle est la fille de Charles Kahn, marchand de toile, puis employé de commerce, et d'Octavie Katz, tous deux originaires du Bas-Rhin.

## Filmographie partielle
- 1911 : Le Retour au foyer (Les Larmes de l'enfant) de Georges Denola
- 1920 : Si jamais je te pince de Charles Prince (court métrage)
- 1922 : Le Grillon du foyer de Jean Manoussi
- 1924 : La Fille de l'eau de Jean Renoir
- 1925 : La Terre promise (L’an prochain à Jérusalem) de Henry Roussell
- 1927 : La Grande Amie de Max de Rieux
- 1933 : Le Grillon du foyer de Robert Boudrioz
- 1937 : La Danseuse rouge de Jean-Paul Paulin
- 1939 : La Fin du jour de Julien Duvivier

## Théâtre
- 1922 : L'Avocat pathelin de David Augustin de Brueys et Jean de Palaprat, Odéon-Théâtre de l'Europe
- 1926 : Comédienne de Jacques Bousquet et Paul Armont, Théâtre national de l'Odéon
- 1949 : Et la police n'en savait rien de Jean Guitton, Théâtre Sarah-Bernhardt